# Eva Rydberg
Eva Gunilla Johansson Rydberg, under en tid Brunkert, ogift Rydberg, född 20 juni 1943 i Västra Skrävlinge församling i Malmö, är en svensk skådespelare, komiker, teaterchef, sångerska, clown, dansare och koreograf. Rydberg har 1994–2023 varit chef för Fredriksdalsteatern i Helsingborg och från 2023 ansvarig för teaterverksamheten vid Sundspärlans friluftsteater.

## Biografi

### Uppväxt och cirkus
Eva Rydberg växte upp på Spångatan i Malmö i ett arbetarhem. Fadern Karl Rydberg (1904–1978) var reparatör och modern Hertha Lindholm (1906–1994) arbetade på en påsfabrik. Hennes äldre bror är danspedagogen Lennart Rydberg.
Rydberg började i balettskola för Margit Gerle redan som liten och fick chansen att spela barnteater i Malmö Folkets Park. I de yngre tonåren dansade hon i baletten på Malmö stadsteater. När hon fick höra talas om att Povel Ramel sökte dansare till Knäppupp-revyn på Idéonteatern i Stockholm skickade hon ett foto till Knäppupp-chefen Felix Alvo och blev engagerad. Sommaren 1960 turnerade hon med Knäppupp i tältrevyn Karl Gerhards Jubelsommar. Tältturnén gjorde att hon fick smak för cirkuslivet och snart blev det clownroller, först på Cirkus Schumann i Köpenhamn och sedan på turné med Cirkus Benneweis. I slutet av 1970-talet blev hon engagerad som clown hos Francois Bronett på Cirkus Scott och fick framträda på Olympia i Paris.

### Teater och Geigert
Efter en sejour som dansare på Stora Teatern i Göteborg hamnade Rydberg på Odense Teater i Danmark 1965. Musikalen West Side Story skulle sättas upp och Rydberg erbjöds rollen som pojkflickan Anybody. Hon fick ett treårskontrakt med Sandrews och fick göra samma roll på Oscarsteatern i Stockholm. Sin TV-debut gjorde Rydberg 1966 som medlem i en komedianttrupp i Tiotusenkronorsfrågan.
Owe Thörnqvist uppmärksammade Rydbergs komiska ådra och engagerade henne till sin krogshow på gamla Hamburger Börs 1966. Det blev starten till en ny epok i karriären – krogshowepoken. Lasse Kühler var Rydbergs scenpartner i många krogshower och TV-program. I bland jobbade hon med Björn Skifs. Ibland med både Kühler och Skifs samtidigt. Siw Malmkvist, Tommy Körberg, Sten Ardenstam, Mikael Neumann och Ewa Roos är några andra kollegor som Eva Rydberg samarbetat med på krogscenen.
År 1970 började Rydberg i Hagges revy på Lisebergsteatern i Göteborg. Revykungen Hagge Geigert gav henne två nummer som blivit klassiska, dels Strippan och dels den odödliga visan Den närsynte bofinken Knut. Andra klassiska Rydberg-nummer är Karate-Karin och Operasångerskan Rosa von Drinkenskvätt.
Det var Geigert som lockade fram Eva Rydbergs unika talang att imitera och parodiera andra artister. Michael Jackson, Sammy Davis Jr, Lill-Babs, Ernst-Hugo Järegård och Barbra Streisand är några av de kändisar som råkat ut för hennes imitationer.

### Film, TV och teater

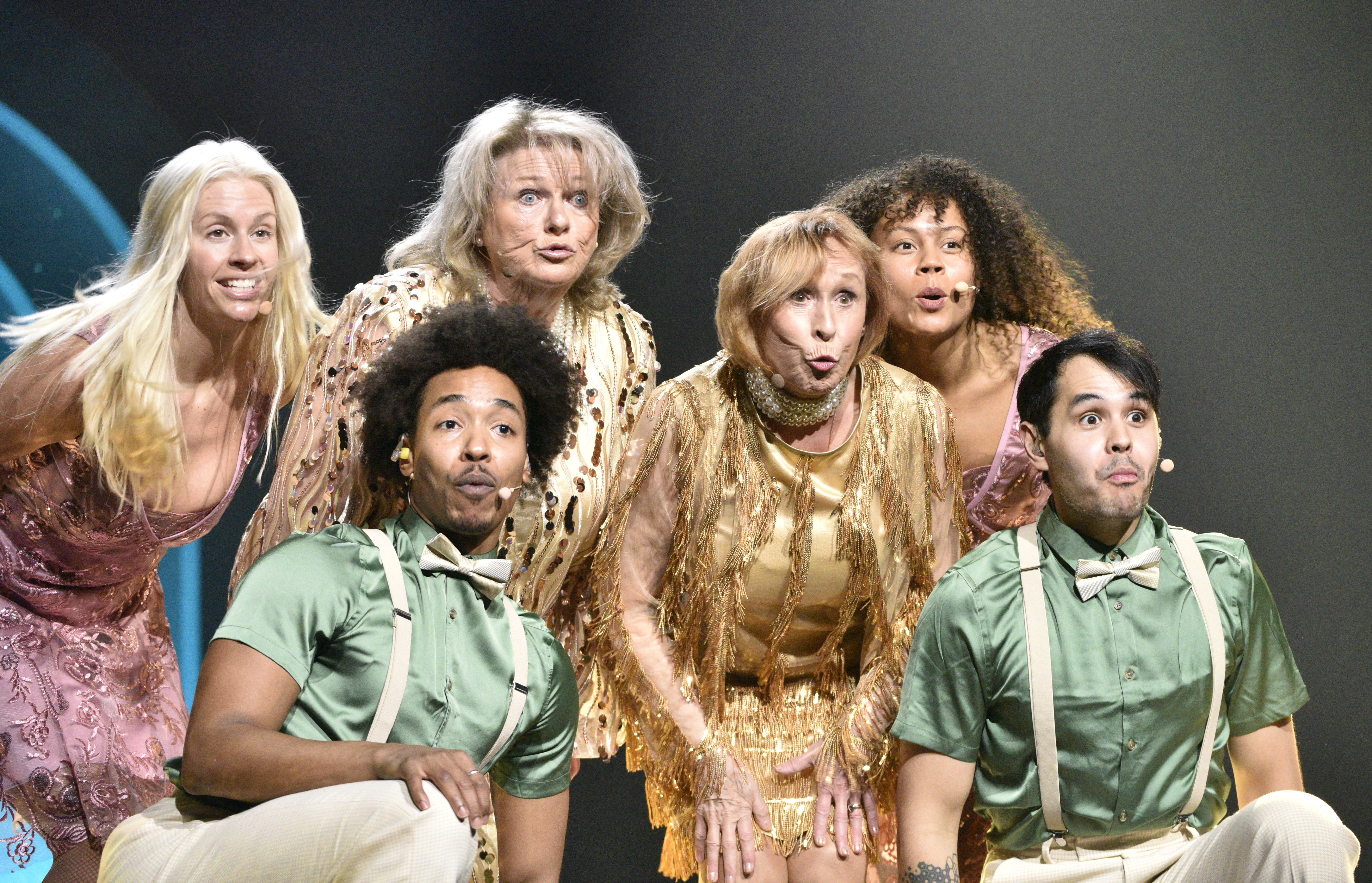
Eva Rydberg (mitten) tillsammans med Ewa Roos och bakgrundsdansare vid Melodifestivalen 2023.

Filmrollerna har inte varit många, men hon debuterade redan som tolvåring mot Edvard Persson i filmen Blå himmel, spelade med i kultfilmen Drra på, en kul grej på väg till Götet 1967 och gestaltade en tokig dalkulla i Sound of Näverlur 1971. Hon har varit med i fem av SVT:s julkalendrar; Teskedsgumman, Långtradarchaufförens berättelser, Trolltider, Superhjältejul och Jakten på tidskristallen. Hon har även dubbat tecknade filmer, bland annat Hugo – djungeldjuret och Flykten från hönsgården, och spelat in fem LP-skivor. Hon har legat på Svensktoppen flera gånger och nådde störst framgång med Lasse Berghagens visa "Han är väldigt lik oss andra" 1975. Rydberg deltog i Melodifestivalen 1977 där hon sjöng "Charlie Chaplin", skriven av Tomas Ledin.
Hon medverkade för andra gången i Melodifestivalen 2021, den här gången tillsammans med Ewa Roos. Bidraget "Rena rama ding dong" skrevs av hennes son Kalle Rydberg, tillsammans med Ari Lehtonen och Göran Sparrdal. Låten tog sig till Andra chansen och tog sig senare in på Spotifys topplista och Svensktoppen. Duon gjorde comeback i Melodifestivalen 2023 med låten "Länge leve livet" skriven av Kalle Rydberg, Emil Vaker och Henric Pierroff.
En viktig milstolpe i karriären var titelrollen i musikalen Sweet Charity på Östgötateatern i Norrköping-Linköping 1989. År 1990 fick hon svara för uppvärmningen till Frank Sinatras show i Globen i Stockholm.

### Fredriksdal, Sundspärlans friluftsteater och senare år
Sommaren 1993 började Rydberg spela mot sin stora idol Nils Poppe i folklustspelet Bröderna Östermans huskors på Fredriksdalsteatern i Helsingborg. Året därpå ville Poppe dra sig tillbaka och föreslog Eva Rydberg som efterträdare och chef för teatern. Eva accepterade erbjudandet och har därefter 1994–2023 varvat klassiska komedier med nyskrivna lustspel i Nils Poppes anda. Några av succéerna från Fredriksdal har gästspelat på Intiman i Stockholm och Nöjesteatern i Malmö samt visats av SVT. Vintertid har hon spelat komedier på Palladium i Malmö, exempelvis Gröna Hissen, Lilla Fransyskan och Prosit, kommissarien!.
Två gånger har Rydberg spelat rollen som den alkoholiserade barnhemsföreståndarinnan Miss Hannigun i musikalen Annie, först i Köpenhamn 1995 och sedan i Malmö 2004. Hösten 2001 spelade hon rollen som Puck i Shakespeares klassiker En midsommarnattsdröm. Samma år gav hon ut sina memoarer.
År 2018 var Rydberg sommarvärd i Sommar i P1.
År 2022 var Rydberg med som underhållare i SVT:s Melodifestivalen, bland annat i ett stort sång- och dansnummer.
Då Rydbergs kontrakt för ledningen av Fredriksdalsteatern 2023 gick ut valde staden att inte förlänga avtalet och erbjöd efter en kontrovers henne och hennes ensemble att i stället överta ledningen för den nyrenoverade, anrika Sundspärlans friluftsteater, då staden ville göra en nysatsning på det gamla folkparksområdet. Från sommaren 2024 är hon med familj och ensemble därför i stället verksamma vid denna teater, samma teater där hon som 15-åring medverkade som dansare i operetten Csardasfurstinnan.

### Övrigt
Under en period fungerade Eva Rydberg som affischnamn och dragplåster till Kristdemokraterna sedan hon värvats till partiet av Alf Svensson. Tillsammans med Svensson deltog Rydberg i valkampanjen för Kristdemokraterna 1982.

### Familj
Eva Rydberg var 1969–1972 gift med trummisen Ola Brunkert (1946–2008). I ett förhållande med Mats Hellqvist (född 1949) fick hon sonen Kalle Rydberg (född 1974). År 1979 gifte hon sig med musikern och musikläraren Tony Johansson (född 1945), son till Evert Johansson och Astrid, ogift Karlsson, med vilken hon har dottern Birgitta Rydberg (född 1980).

## Utmärkelser
Rydberg har belönats med en mängd priser och utmärkelser under sin karriär:
- Fyra år i rad blev hon framröstad av Expressens läsare till Årets TV-underhållare.
- Årets skåning 1975
- Kvällspostens Edvardpris 1988.
- Piratenpriset 1993.
- Svenska Dagbladets Poppepris 1996.
- Hedersbrandchef i Malmö 1996.[18]
- Helsingborgsmedaljen 2001.
- Karamelodiktstipendiet 2012 för sin "ständigt närvarande clown-ådra".[19]
- Pris ur Truxas minnesfond 2016.
- Per Ganneviks stipendium 2017.
- Sydsvenskans kulturpristagare 2022.[20]
- Kommendör av Kungliga Vasaorden (KVO), 21 mars 2024.[21]

### Guldmasken
| År   | Uppsättning                | Pris       | Kategori                      | Resultat  |
| ---- | -------------------------- | ---------- | ----------------------------- | --------- |
| 2000 |                            | Guldmasken | Juryns specialpris            | Vann      |
| 2001 | Arnbergs korsettfabrik     | Guldmasken | Bästa kvinnliga musikalartist | Vann      |
| 2002 | Kärlek och lavemang        | Guldmasken | Bästa kvinnliga skådespelare  | Nominerad |
| 2003 | Hon jazzade en sommar      | Guldmasken | Bästa kvinnliga musikalartist | Nominerad |
| 2004 | Änglar med glorian på sned | Guldmasken | Bästa kvinnliga skådespelare  | Vann      |
| 2005 | Mölle by the sea           | Guldmasken | Bästa kvinnliga musikalartist | Vann      |
| 2006 | Hemvärnets glada dagar     | Guldmasken | Bästa kvinnliga skådespelare  | Nominerad |
| 2007 | Herrskap och tjänstehjon   | Guldmasken | Bästa kvinnliga skådespelare  | Vann      |
| 2008 | Den stora premiären        | Guldmasken | Bästa kvinnliga musikalartist | Nominerad |
| 2009 | Rabalder i Ramlösa         | Guldmasken | Bästa kvinnliga musikalartist | Nominerad |

## Filmografi i urval
- 1955 – Blå himmel
- 1967 – Drra på – kul grej på väg till Götet
- 1967 – Gumman som blev liten som en tesked (TV)
- 1968 – Mysinge motell (TV)
- 1968 – Korridoren
- 1970 – Sicken vicka (TV)
- 1971 – Sound of Näverlur
- 1971 – Fixarverkstan (TV)
- 1975 – Långtradarchaufförens berättelser (TV)
- 1977 – Olle Blom – reporter (TV)
- 1978 – Det låter som en saga (TV-film)
- 1979 – Makten och hederligheten (TV)
- 1979 – Trolltider (TV)
- 1989 – Resan till Melonia (röst)
- 1993 – Hugo – djungeldjuret (röst)
- 2000 – Flykten från hönsgården (röst)
- 2005 – Om Sara
- 2009 – Superhjältejul (TV)
- 2017 – Jakten på tidskristallen (TV)
- 2022 – Håkan Bråkan
- 2025 – Håkan Bråkan 003

## Diskografi (urval)
- 1973 – Eva med E
- 1975 – Hallå där
- 1976 – Eva Rydberg
- 1977 – Charlie Chaplin (Melodifestivalen 1977)
- 1978 – Sång à la Rydberg
- 1984 – Cirkuslivet
- 2021 – Rena Rama Ding Dong (Melodifestivalen 2021 - med Ewa Roos)

## Teater

### Teateruppsättningar påFredriksdalsteatern
| År   | Roll                           | Produktion                                                                                    | Regi             |
| ---- | ------------------------------ | --------------------------------------------------------------------------------------------- | ---------------- |
| 1993 | Anna Söderberg                 | Bröderna Östermans huskors Oscar Wennersten                                                   | Hans Bergström   |
| 1994 | Fabian Bom                     | Den tappre soldaten Bom Åke Cato och Mikael Neumann                                           | Hans Bergström   |
| 1995 | Matilda, husa                  | Husan också Åke Cato och Mikael Neumann                                                       | Hans Bergström   |
| 1996 | Jane Molin                     | Upp till camping Åke Cato och Mikael Neumann                                                  | Hans Bergström   |
| 1997 | Fanny Brice                    | Funny Girl Jule Styne, Bob Merrill och Isobel Lennart                                         | Hans Bergström   |
| 1998 | Prinsessan Knud Hilde          | Sicken ärta (Once Upon a Mattress) Mary Rodgers, Jay Thompson, Marshall Barer och Dean Fuller | Hans Bergström   |
| 1999 | Amanda Propp, kabaretsångerska | Fars lilla tös (Hurra, ein Junge) Franz Arnold och Ernst Bach                                 | Jan Hertz        |
| 2000 | Kamrer Magda Munter            | Arnbergs korsettfabrik (Der Keusche Lebemann) Franz Arnold och Ernst Bach                     | Hans Bergström   |
| 2001 | Elvira Krank                   | Kärlek och lavemang (Le Malade imaginaire) Molière                                            | Hans Bergström   |
| 2002 | Ester Lindhagen-Persson        | Hon jazzade en sommar Franz Arnold och Ernst Bach                                             | Hans Bergström   |
| 2003 | Märta                          | Kaos i folkparken Adde Malmberg, Johan Schildt och Robert Sjöblom                             | Jan Hertz        |
| 2004 | Siri                           | Mölle by the Sea Gustaf Skördeman                                                             | Jan Hertz        |
| 2005 | Blenda Blixt                   | Hemvärnets glada dagar Gustaf Skördeman                                                       | Adde Malmberg    |
| 2006 | Truffaldina                    | Herrskap och tjänstehjon (Il servitore di due padroni) Carlo Goldoni                          | Jan Hertz        |
| 2007 | Charlie                        | Den stora premiären Åke Cato och Mikael Neumann                                               | Adde Malmberg    |
| 2008 | Hulda Hansson, trotjänarinna   | Rabalder i Ramlösa Adde Malmberg och Johan Schildt                                            | Roine Söderlundh |
| 2009 | Advokat Parchester             | Lorden från gränden (Me and My Girl) L. Arthur Rose och Noel Gay                              | Jan Hertz        |
| 2010 | Vivianne Laurin                | Gröna Hissen (Fair and Warmer) Avery Hopwood                                                  | Anders Albien    |
| 2011 | Greta Mohlin                   | Viva la Greta Åke Cato och Mikael Neumann                                                     | Anders Albien    |
| 2012 | Martha Brewster                | Arsenik och gamla spetsar (Arsenic and Old Lace) Joseph Kesselring                            | Ronny Danielsson |
| 2013 | Edith Artois                   | 'Allå, 'allå, 'emliga armén ('Allo 'Allo!) David Croft och Jeremy Lloyd                       | Anders Albien    |
| 2014 | Sybil Fawlty                   | Pang i bygget (Fawlty Towers) John Cleese och Connie Booth                                    | Anders Albien    |
| 2015 | Magdelone                      | Den stressade (Den stundesløse) Ludvig Holberg                                                | Jan Hertz        |
| 2016 | Sweet Sue                      | Sugar - I hetaste laget (Sugar) Jule Styne, Bob Merrill och Peter Stone                       | Anders Aldgård   |
| 2017 | Hotelldirektören               | Hotelliggaren (Two Into One) Ray Cooney                                                       | Sven Melander    |

### Övriga teaterproduktioner
| År   | Roll                                     | Produktion | Regi              | Teater                      |
| ---- | ---------------------------------------- | --- | ----------------- | --------------------------- |
| 1958 |                                          | Kungen och jag (The King and I) Richard Rodgers och Oscar Hammerstein II |                   | Malmö stadsteater           |
| 1961 | Medverkande                              | Nr. 45, revy Epe, Thøger Olesen, Willy Breinholst, Soya, Amdi Riis, Otto Lington m. fl.                                                                                     | Hans Brenaa       | Helsingör Sommarteater      |
| 1963 |                                          | Den røde gondol Stieg Trenter, Gösta Rybrant och Hans Schreiber |                   | Odense Teater               |
| 1964 | Ensemble                                 | Hur man lyckas i affärer utan att egentligen anstränga sig (How to Succeed in Business Without Really Trying) Frank Loesser, Abe Burrows, Jack Weinstock och Willie Gilbert | Folke Abenius     | Oscarsteatern               |
| 1965 | Anybodys                                 | West Side Story Leonard Bernstein, Stephen Sondheim och Arthur Laurents |                   | Odense Teater               |
| 1965 | Anybodys                                 | West Side Story Leonard Bernstein, Stephen Sondheim och Arthur Laurents | Rikki Septimus    | Oscarsteatern               |
| 1966 | Minni Fay                                | Hello, Dolly! Michael Stewart och Jerry Herman | Sven Aage Larsen  | Oscarsteatern               |
| 1969 | Fanny Brice                              | Funny Girl Isobel Lennart, Jule Styne och Bob Merrill | Gordon Marsh      | Odense Teater               |
| 1970 | Medverkande                              | Hagges revy - Oss jämlikar emellan |                   | Lisebergsteatern            |
| 1971 | Medverkande                              | Hagges revy - Hjärtat i Götet |                   | Lisebergsteatern            |
| 1972 | Medverkande                              | Hagges revy - Gatans barn |                   | Lisebergsteatern            |
| 1984 | Medverkande                              | Parneviks Revyparty |                   | Chinateatern                |
| 1989 | Charity Hope Valentine                   | Sweet Charity Neil Simon, Cy Coleman och Dorothy Fields | Hans Bergström    | Östgötateatern              |
| 1991 | Ulla                                     | Omaka par (The Odd Couple) Neil Simon | Arne Strömgren    | Helsingborgs stadsteater    |
| 1993 | Pippi                                    | Pippi Långstrump Astrid Lindgren | Gordon Marsh      | Nöjesteatern, Malmö         |
| 1994 | Beatrice                                 | Omaka par (The Odd Couple) Neil Simon | Arne Strömgren    | Lisebergsteatern            |
| 1995 | Husan Matilda                            | Husan också! Åke Cato och Mikael Neumann | Hans Bergström    | Lisebergsteatern            |
| 1995 | Miss Hannigan                            | Annie Charles Strouse, Thomas Meehan och Martin Charnin | Jan Hertz         | Amager Scenen, Köpenhamn    |
| 1996 | Wivianne                                 | Gröna hissen (Fair and Warmer) Avery Hopwood | Hans Bergström    | Palladium                   |
| 1997 |                                          | Lilla Fransyskan (Pyjamas pour six) Marc Camoletti | Jan Hertz         | Palladium                   |
| 1997 | Mrs Lily Piper                           | Prosit! Kommissarien (Busybody) Jack Popplewell | Jan Hertz         | Palladium                   |
| 2000 |                                          | Kärlek till tusen (Things We Do For Love) Alan Ayckbourn |                   | Riksteatern                 |
| 2001 | Puck                                     | En midsommarnattsdröm (A Midsummer Night's Dream) William Shakespeare |                   | Hipp, Malmö                 |
| 2001 |                                          | Pippi Långstrump Astrid Lindgren |                   | Nöjesteatern, Malmö         |
| 2002 | Magda Munter                             | Arnbergs korsettfabrik (Der Keusche Lebemann) Franz Arnold och Ernst Bach                                                                                                   |                   | Intiman                     |
| 2003 | Julia Sterroll                           | Änglar med glorian på sne (Fallen Angels) Noël Coward | Jan Hertz         | Nöjesteatern, Malmö + turné |
| 2004 | Herta                                    | Schlageryra i folkparken Adde Malmberg, Johan Schildt och Robert Sjöholm | Adde Malmberg     | Intiman                     |
| 2005 | Miss Hannigan                            | Annie Charles Strouse, Thomas Meehan och Martin Charnin | Jan Hertz         | Nöjesteatern, Malmö         |
| 2007 | Charlie                                  | Den stora premiären Åke Cato och Mikael Neumann | Adde Malmberg     | Intiman                     |
| 2009 | Husan                                    | Boeing Boeing Marc Camoletti | Jan Hertz         | Nöjesteatern, Malmö         |
| 2011 | Florence Foster Jenkins                  | Obesvarad Kärlek - En sann Broadwaykomedi (Souvenir) Stephen Temperly | Adde Malmberg     | Slagthuset                  |
| 2016 | Agnes Borck                              | Farmor och vår Herre Hjalmar Bergman | Christian Tomner  | Helsingborgs stadsteater    |
| 2024 | Alexandra Sjövall, komisk teaterdirektör | Ett resande teatersällskap Andreas T. Olsson | Andreas T. Olsson | Sundspärlan                 |

### Regi (ej komplett)
| År   | Produktion                       | Upphovsmän                                                     | Teater       |
| ---- | -------------------------------- | -------------------------------------------------------------- | ------------ |
| 1993 | Poppis A Slice of Saturday Night | The Heather Brothers                                           | Folkan       |
| 2006 | Grease                           | Jim Jacobs och Warren Casey Översättning Staffan Götestam      | Nöjesteatern |
| 2009 | High School Musical              | David Simpatico Översättning Hugo Carlsson och Henrik Widegren | Göta Lejon   |
| 2018 | Annie                            | Charles Strouse, Thomas Meehan och Martin Charnin              | Nöjesteatern |

### Koreografi
| År   | Produktion         | Upphovsmän    | Regi                 | Teater       |
| ---- | ------------------ | ------------- | -------------------- | ------------ |
| 1967 | Vi älskar er, revy | Beppe Wolgers | Stig Ossian Eriksson | Idéonteatern |